# 小行星5227
小行星5227（英語：5227）是一颗围绕太阳公转的小行星。1986年8月4日，INAS在帕洛马山发现了此天体。
这颗小行星的绝对星等为87.15214574194701等。